# 1883 dans les chemins de fer
Chronologie des chemins de fer
1882 dans les chemins de fer - 1883 - 1884 dans les chemins de fer

## Évènements
- Chemin de fer transcaucasien (Bakou-Batoum).

### Juin
- 5 juin : inauguration du premier train de luxe international : l'Orient Express.

- 13 juin, Californie (États-Unis) : création du Felton & Pescadero Railroad Company
- 30 juin, France : inauguration de la section Pau-Buzy du chemin de fer de Pau à Oloron-Sainte-Marie. (compagnie du Midi)

### Juillet
- 10 juillet, France : ouverture de la section Gap-Embrun de la Ligne de Veynes à Briançon. (PLM)
- 12 juillet, France : ouverture de la section Embrun-Montdauphin de la Ligne de Veynes à Briançon. (PLM)

### Août
- 15 août, Empire allemand : ouverture de l'actuelle gare de Strasbourg.

### Octobre
- 4 octobre, France-Turquie : premier départ de l'Orient Express de Paris-Est à destination de Constantinople via Munich, Vienne, Budapest, Bucarest, Varna.